# Gary McCausland
Gary McCausland (nacido el 10 de junio de 1968 en Belfast, Irlanda del Norte) es un agrimensor colegiado, promotor/inversor inmobiliario, autor y expresentador de televisión. Es el director ejecutivo de The Richland Group, una empresa de desarrollo inmobiliario con sede en Berkeley Square, Londres, Reino Unido. Anteriormente, entre 2004 y 2008, fue el presentador del programa How To Be A Property Developer del Canal 5 y de Property Developing Abroad para el conglomerado Granada plc.

## Primeros años de vida
McCausland es el mayor de siete hermanos (dos niñas y cinco niños) y creció en Dungannon durante el conflicto norirlandés en las décadas de 1970 y 1980. Obtuvo un BSc (Hons) Upper Class Second en gestión de propiedades y un diploma de posgrado en contabilidad con distinción en la Universidad de Ulster. Obtuvo el título de agrimensor colegiado (RICS) en 1995. Actualmente, McCausland es el director de la Junta de la Fundación de la Universidad de Ulster.

## Carrera profesional
Después de graduarse, comenzó a trabajar como contador administrativo (CIMA) en 1992 y luego pasó a trabajar como gerente de propiedades en la Eastern Telegraph Company entre 1993 y 1998. Luego, se mudó a Londres y se unió a MCI, convirtiéndose en el director de su propiedad entre 1998 y 2000. McCausland más adelante trabajó para Carlyle Group como su director de ventas de propiedades europeas hasta 2001.
McCausland pasó alrededor de diez años comprando y administrando propiedades a nivel mundial para empresas corporativas de primer orden. Luego, fundó Richland Group, con sede en Berkeley Square, Londres en 2001, el que desarrolla propiedades residenciales y comerciales de lujo. También cofundó el galardonado Kingly Club, un club nocturno solo para miembros ubicado en el distrito de Soho. McCausland es actualmente el director ejecutivo de Richland Group.
En 2013, compró la antigua casa del golfista Rory McIlroy, ubicada en el condado de Down.

## Carrera en los medios de comunicación
En 2005, el Canal 5 se acercó a McCausland para presentar How To Be A Property Developer. Desde entonces, ha protagonizado varios programas de televisión inmobiliarios para el canal BBC1 y grabó House Wrecks To Riches para Discovery Channel en junio de 2010. McCausland es miembro del programa Money Panel de Sky News y aparece regularmente en Newsnight, BBC Breakfast, C4 News, Sky News y FIVE News.